# به (پیمونت)
به (به ایتالیایی: Bee) یک کومونه در ایتالیا است که در استان وربانو-کوزیو-اوسولا واقع شده‌است. به ۳٫۳ کیلومتر مربع مساحت و ۷۰۰ نفر جمعیت دارد و ۵۹۱ متر بالاتر از سطح دریا واقع شده‌است.